# 월파문학상
월파문학상(月波文學賞)은 대한민국의 문학상이다. 
월파문학상(月波文學賞)은 대한민국의 문학상이다. 2011년 한국신문예학회와 월파문학상위원회가 제정하여 1년에 한 번 시상한다. 월파문학상위원회가 주관하며, 위원장은 소설가 김병총이다. 심사 대상은 3년 이내 발표한 시집, 소설집, 수필집 그리고 문예지에 발표된 우수작품 등이며, 문단에서 권위 있는 심사위원들을 위촉하여 각 장르별로 심사, 선정하여 본상과 우수상을 수여한다. 

문인협회에서 재제정 다시 시작하였다. 월파문학상위원회가 주관하며, 심사 대상은 3년 이내 발표한 시집, 소설집, 수필집 그리고 문예지, 월간지에 발표된 우수작품 등이며, 문단에서 권위 있는 심사위원들을 위촉하여 각 장르별로 심사, 본상과 우수상을 수여한다. 수상자에게는 상패와 창작지원금을 전달한다. 한국문인협회 연천지부가 주관하는 「연천문학」  제15집 출판기념식을 하면서 제1회 월파 신인문학상 시상을 하였다.

## 수상자
- 4회 월파 문학상 최우수상 김명자 시인[2]
- 6회 월파 문학상 최우수상 유중관 시인[3] 지은경 <시간의 춤>[4]
- 7회 월파 문학상] 최우수상 김도균 시인 - '바람의 지문'[5]